# Vương quốc Sikkim
Vương quốc Sikkim (tiếng Tạng chuẩn: སུ་ཁྱིམ་), còn được biết đến với cái tên Sikkim, là một cựu quốc gia ở khu vực Ấn Độ, nay không còn tồn tại.